# 赫利普利
49°40′14″N 23°11′43″E / 49.67056°N 23.19528°E
赫利普利（烏克蘭語：Хлиплі），是烏克蘭西部的村莊，隸屬利維夫州的亞沃里夫區。該村始建於1366年，面積2.43平方公里，海拔高度274米，2001年人口416，人口密度每平方公里171.26人。